# 김소연 (시인)
김소연(金素延, 1967년~ )은 대한민국의 시인이다. 경상북도 경주에서 태어나, 가톨릭대학교 국문학과를 졸업하여 동 대학원에서 석사학위를 받았다. 2010년 제10회 「노작문학상」, 2011년 제57회 「현대문학상」을 수상했다.

## 약력
1993년 《현대시사상》에 〈우리는 찬양한다〉 등을 발표하면서 작품 활동을 시작했다. 2010년 제10회 「노작문학상」, 2011년 제57회 「현대문학상」을 수상했다.

## 저서

### 시집
- 《극에 달하다》(문학과지성사, 1996)
- 《빛들의 피곤이 밤을 끌어당긴다》(민음사, 2006)
- 《눈물이라는 뼈》(문학과지성사, 2009)
- 《수학자의 아침》(문학과지성사, 2013)
- 《i에게》(아침달, 2018)
- 《촉진하는 밤》(문학과지성사, 2023)

### 산문집
- 《어금니 깨물기》(마음산책, 2022)
- 《사랑에는 사랑이 없다》(문학과지성사, 2019)
- 《마음사전》(마음산책, 2008)
- 《시옷의 세계》(마음산책, 2012)

## 상훈
- 2024 가톨릭대학교 주목할만한 동문 3위 선정(Edurank 세계대학평가기관)[2]